# Emirat d'Adrar
L'emirat d'Adrar fou un estat independent que va existir entre el segle xviii i el 1909. La zona fou ocupada per la columna Gouraud aquest any 1909. L'emir fou posat sota protectorat francès però es va revoltar el 1932 i la lluita va durar dos anys.
L'Adrar fou el més septentrional dels emirats maures; tenia al sud els emirats de Trarza, Brakna i Tagant (Taganet o Taganit) que anaven d'oest a est a les terres al nord del riu Senegal. Arribava fins a les fronteres actuals del Marroc i Algèria si bé algunes zones no estaven controlades per l'emir, ja que eren les terres de camellers nòmades autònoms (Regueibat, Awlad Dalim). L'emirat estava situat en una zona molt seca (menys de 100 mm a l'any de precipitació) i calorosa (35,7 graus màxim, mínim 20,6 graus mesurat a Atar) i estava format per dues zones geogràfiques principals: l'altiplà (Adrar Tmar) aïllant les depressions costaneres de la pedra arenisca drenada per les xarxes complexes de rius que serveixen pel cultiu de palma, i els ergs (massissos de dunes com Amaqteyr Awaràn, Aksar, Azefal) i ragg (planes pedregoses o arenoses com Amsaga, Tijirit, Tiris) amb pastures temporals i no habituals, que sobretot servien per als camells.

## Història

### Fundació de l'emirat
Tot i organitzar-se com emirat la societat era tribal i els grups estaven organitzats en funció de la seva filiació comuna, real i suposada. La càbila (qabila o kabila) era el grup més gran subdividit en fraccions i llinatges (amb el nom generalment del seu fundador). Un conjunt de tribus tenien al seu front als hàssan guerrers suposadament d'origen àrab. L'emir era de la classe hàssan (del grup ja'vriyya o Jafriya) i a l'Adrar va exercir el càrrec el llinatge dels Ahel Ethman; les tribus zuaia, amb estatus divers (amb gran autonomia a vegades però sempre reunides amb l'herència de l'islam); els zenaga eren generalment berbers i pagaven diversos impostos com la horma i el gafer als grups dominants; els haratin lliures o esclaus procuraven la mà d'obra domèstica.
Els antics ksars de Ouadane i Chinguiti a l'est de l'Adrar van tenir un rol econòmic, polític, religiós i cultural important en quant que eren escales en les rutes de les caravanes. Aquest ksars van dominar la vida econòmica regional, especialment Chingueti, ja que les tribus de la zona van jugar paper destacat en el poblament de Mauritània (Idawali, Laqlàl, Smàsïd). Però l'emirat no es va formar en aquesta regió oriental sinó al sud i oest de l'altiplà de l'Adrar Tmar travessat per dos gran wadis, Wadi Segelil i Wadi al-Abiod. Al segle xvi i fins i tot el XVII aquesta regió encara estava ocupada parcialment per negres que progressivament emigraven cap a la vall del riu Senegal, considerats «bafours», que podrien ser negres creuats amb berbers d'una primera emigració al sud. La població era dispersa, i no plantava palmeres si bé recol·lectava en palmeres salvatges (no plantades d'esqueixos); cultivava les terres aprofitant les nombroses fonts de l'altiplà i la cacera i la recol·lecció eren les seves altres activitats principals. L'arqueologia està encara poc desenvolupada però hi ha nombroses restes que permetran conèixer més sobre aquestes poblacions. En tot cas no practicaven l'islam que ja existia a Mauritània per influència dels Kunta (implantat al Wadan) i probablement no eren ni musulmans.
Les tribus guerreres eren camellers i recorrien els grans ergs i ragg; aquestes tribus estaven dominades cada cop més pels hàssan àrabs que controlaven les pastures del nord (el Tiris) des del segle xv i es van estendre fins al riu Senegal. Els grups principals eren els Oulad Dalim i els Oulad Mbarek (instal·lats als peus dels penya-segats de l'Adrar); estesos més al sud encara al segle xvii van formar els emirats de Trarza i Brakna i van arribar a les zones de pastures de l'Insiri i l'Awker; aquestes tribus van suplantar els Oulad Mbarek, els quals van emigrar a l'est al nord dels Oulad Dalim. La formació de l'emirat d'Adrar resultarà de la unió entre aquestes tribus àrabs i les tribus de l'altiplà. Després de la Guerra de Babbah (sarr Bebba) en què els berbers foren derrotats enfront d'aquestes tribus de guerres de presumpte origen àrab.
Hi va haver en aquests dos segles una certa influència marroquina manifestada en una sèrie d'expedicions militars. A Ouadane el 1665, a l'Adrar el 1678, a Chinguiti el 1730, i alguna altre, però no es pot parlar d'una incorporació de l'Adrar a l'imperi marroquí, ni tan sols de les regions entre l'Adrar i el Marroc, sinó que es tractava d'expedicions de caràcter imperial al llarg de les rutes comercials.

### Els primers emirs
A l'inici del segle xviii el principal sïh (cap) dels grups hàssàn ja'vriyya, Hamu Ould Giraf, es va casar amb una dona dels berbers Idiselli (Ideyselli); el va succeir el seu fill Abderrahman Ould Hamu. Une tribu zouaïda de Brakna, els Idyedyeba fou objecte de saqueig pels Idiselli, aliats dels hàssans ja'vriyya d'Abderrahman Ould Hamu. Però una altra branca dels hàssan ja'vriyya es va reunir a l'entorn d'un altre cap (sïh) de nom Ethman Ould Lefdil o Levdil que es va erigir en defensor dels Idyedyeba i va aconseguir el suport dels seus parents hassànides de Brakna. Va seguir una llarga guerra que va acabar amb la derrota dels Idiselli que van fugir juntament amb una part dels Oulad Qailan i dels hàssan fidels a Abderrahman cap al sud.
En aquest moment Ethman Ould Lefdil fou el primer emir (1745 a 1785) però encara sense els poders que tindran després els emirs; les tribus estaven poc sotmeses i encara caldrà esperar mig segle a consolidar l'emirat. Els conflictes que van seguir la mort d'Ethman mostraran el límit del seu poder, però seran un element pel reforçament de la dignitat emiral. A la mort d'Ethman el seu fill Sidi Ahmed era encara massa jove i fou el germà del difunt, Igraea, qui va obtenir la successió; d'acord amb el costum de levirat, es va casar amb la vídua d'Ethman i va esdevenir el padrastre de Sidi Ahmed. En aquests anys es va produir un declinar del comerç caravaner que va debilitar a les tribus dels ksars, provocant conflictes interns, en especial al Wadan (Ouadane) on en aquesta època els kunta van eliminar les tribus rivals.
Per comprendre aquest conflicte de successió cal aturar-se en l'organització política del grup dominant al final del regne d'Ethman: estava format pel conjunt de tribus hàssan ja'vriyya participant més o menys del poder polític i que constituïen el nucli dominant:
- Awlad Dammoni era la tribu que participava més directament del poder polític en tant que fou formada amb els llinatges descendents d'Ethman i els seus col·laterals o sigui Igraea i altres germans, de noms Ahmed, Sidi Ahmed i Samba, que formaven els Ahel Ethman; també el formaven els descendents d'Hamu Ould Giraf i Abderrahman, que van retornar i es van sotmetre a Ethman i formaven els Ahel Hamu; i també altres grups amb un parentiu més llunyà, com els Agmitrat, que destacaven per controlar nombrosos dependents.
- Awlad Aksar, tribu que reagrupava a tots els altres llinatges hàssan ja'vriyya en què la distància amb els Ahel Ethman era més gran i que van tenir menys posicions de poder.
- Awlad Qaylan, tercera tribu dels hàssan ja'vriyya que es va formar en el segle xviii amb una posició ambigua, ja que encara que eren hassànides, ho eren a un nivell més antic; en realitat la formaven elements heterogenis que tenien un pes polític destacat.

A l'inici del segle xviii els llinatges dominants eren els Ahel Sidi Ahmed Bou Vares origen dels Awlad Silla; i els Ahel Zneygi que dominaven els grups tors (fracció dels Awlad Qaylan). Aquestes dues faccions van participar de manera diferent; els primers amb els Awlad Qaylan Teggel i una part dels tors, van donar suport a Abderrahman; la resta dels tors (amb els Ahel Zneygi) van optar per Ethman. Un nou llinatge dirigent, originari dels Oulad (Awlad) Ahmed (la tribu hassànida dominant a Brakna), anomenat els Ahel Muknass, va reagrupar als tors al costat d'Ethman; la victòria d'aquest va suposar l'exili d'una part dels Awlad Qaylan i va alterar les posicions de poder.

### Sidi Ahmed Ould Ethman
El conflicte en certa manera es va reproduir quan una disputa va enfrontar a Igraea amb el seu nebot Sidi Ahmed Ould Ethman. Llavors els tors, els Ahel Amar Cardas (de la mateixa línia que els Ahel Zeygi) van prendre partit per Igraea i li van restar fidels contra Sidi Ahmed. En canvi el Ahel Dik, una branca dels Ahel Muknass, sota la direcció de Mohammed Ould Muknass, van optar pel nebot. Els Awlad Silla i els Ahel Sidi Ahmed Bou Vares foren eliminats del poder (van esdevenir tyab o guerrers penedits que renunciaven al seus estatus polític) agafant com a cap a Mohammed Ould Bubutt. I els Awlad Qaylan Teggel, convertits en els Naqmusa es van organitzar a l'entorn de Mohammed Ould M'Hammed. Aquestos tres caps foren coneguts com "Els Tres Mohamed" i tots van ser favorables a Sidi Ahmed Ould Ethman que gràcies a ells va triomfar sobre el seu oncle Igraea; aquest fou derrotat i quan va intentar recuperar el poder fou mort brutalment pels favorables a Sidi Ahmed, que així va ser emir sense oposició.
Però això va comportar contrapartides que s'anomenen «la reforma dels tres Mohammed». Els Oulad Qaylan que tenien un estatus inferior entre els hàssan ja'vriyya, en comparació a les línies directament col·laterals de l'emir (si bé tenien un gran pes polític i militar perquè tenien molts homes) reforçarien el poder de l'emir en endavant a costa dels llinatges col·laterals. La reforma va consistir a fixar definitivament la funció de l'emir al llinatge dels Ahel Ethman i l'elecció seria feta per l'assemblea (jemaza) emiral en la que els Awlad (Oulad) Qaylan tindrien una posició destacada; els béns i drets lligats a l'emirat, en particular els impostos cobrats a les tribus que acceptaven el seu domini, no serien repartits segons les normes hereditàries islàmiques entre descendents i col·laterals sinó conservades en indivís i agregades a la funció d'emir, fos qui va ser qui l'exercís. Aquesta reforma imposava doncs la funció política de les imposicions parentals que desestabilitzaven el poder. Això va comportar que en emergir un nou cap, del fet dels llaços amb l'emir, el cap reagrupava a les famílies o llinatges agregats abans a un cap el poder del qual es debilitava; així van sorgir amb el temps nous caps entre els Awlad Qaylan: els Ahel Mogeya, els Ahel Teggedi, els Ahel Htira, etc.
El desenvolupament del sistema polític es va traduir en una certa expansió geogràfica i la presa en càrrec de grups dependents d'altres grups (que no depenien de l'emirat). L'expansió es va fer al segle xix cap a l'est en direcció als ksars en decadència. Els Ahel Mogeya es van establir a Chinguiti al front dels llinatges tors, junt amb gent dels Erguibat (Regaybat), la gran tribu nòmada del nord que formaran els Awlad Semun; encara més a l'est els Naqmusa sota els Ahel Teggedi, nomaditzava al Hofrat Wadan i a la ciutat de Wadan. A Wadan mateix una fracció de la confederació tribal Kunta (a l'origen una confraria que va difondre la via qadiriyya a l'occident del Sàhara) va dominar el ksar, rodejada de nombroses fraccions zenaga: Lekdadra, Twabir, Agzazir i sota la direcció de Sidi Ould Sidati.
L'emirat d'Adrar era el territori recorregut per les diferents tribus fidels a l'emir. La barka de l'emir (la benedicció) era requisit per formar part d'aquestes tribus; dins el territori no hi havia sectors tribals per les pastures (si per l'agricultura i els palmerars). L'ús dels pous estava limitat a les tribus locals i sota pagament a les de fora (impost de la horma per l'ús de pastures, i el gafer per les caravanes que travessaven el país). L'emir vivia al hella o campament de l'emir, que en alguns casos podia agrupar centenars de tendes i era com una petita capital nòmada. A l' hella estaven alguns parents de l'emir, els caps hàssan ja'vriyya i els seus clients, consellers, ferrers, griots, pastors que s'ocupen del ramat especialment d'eugues (precioses per a la guerra) i que pertanyien a la tribu zenaga dels Lumhihat, alguns religiosos dels Ahel Haj que feien de tolba, mestres d'escoles islàmiques, etc. La hella era traslladava seguint les pastures o els esdeveniments; abans de la collita de dàtils (juliol-agost) anaven al oued al-Abiod i oued Segelil a Hamdun a l'entrada de les gorgues que comandaven els passos de l'Adrar o a Atar, on estaven el cultivadors i plantadors de palmeres, els Teyzega, que havien de mantenir l' hella durant dos mesos.

### Sidi Ahmed Ould Sid Ahmed Ould Aïda
Sid Ahmed Ould Ethman va morir el 1828 i els va succeir el seu fill Sidi Ahmed Ould Sid Ahmed Ould Aïda; el nom Ould Aïda no és clar se li va donar per la segona esposa del seu pare, que era dels Lywaysyat de Brakna, o per la seva mainadera. Els seus germanastres van haver de marxar a l'exili a Trarza i Tagant. Va haver de lluitar contra els Awlad Dalaim que van avançar al sud dividit en dos grups: a l'oest la fracció dels Awlad al Lab dirigits per Ahmed Ould Lavdhil conegut com a Remuga que va derrotar les forces de l'emir sovint aliades amb les de l'emir de Trarza; i a l'est les fraccions dels Awlad Selim i Awlad al-Mulat que van assolar Adrar però es van enfrontar a contraatacs victoriosos ghazis dels Tiraklins.
Els Oulad Jaafria li van plantejar dificultats en donar suport en alguns moments als seus germans; un d'aquest germans, Karkub, va tenir el suport de les faccions però després es va reconciliar amb l'emir. Però Mayuf se li va oposar tot el regnat. El seu parent Ahmed Ould Lavdhil i el seu clan van haver d'esdevenir tayb (guerrer penedits que practicaven la tawba, abandonant la guerra i el pillatge i passant a ser religiosos gairebé com marabuts).
Als anys 1850 va tenir conflictes militars amb l'emir de Trarza Mohammed Al-Habib per qüestions personals i d'honor i no territorials. En aquesta guerra les calces blanques o serwal (símbol de l'autoritat de l'emir de Trarza) foren robades i exhibides com a trofeu; per l'altre costat foren tombats els palmerars de Kanawal i Amdayr, símbols de la protecció de l'emir a la gent de la regió.
El 1860 va rebre la missió del capità francès Henri Vincent al que va rebre amb benevolència però va impedir l'accés al ksar i va refusar signar cap acord. Per la successió afavoria al seu fill M'Hammed, de mare brakna.

### Crisi successòria
Va morir el 1861 o 1862; els responsables de la seva mort foren els Awlad Qaylan dirigits per Brahim Ould Mageyya. Llavors va esdevenir una crisi de successió. El fill de Sidi Ahmed, M'Hammed Ould Sidi Ahmed, el va succeir tal com el seu pare havia previst (i li havia format la seva pròpia hella) però fou assassinat al cap d'uns dies per iniciativa dels seus dos oncles Uthman i Moḥammed Ould Sidi Ahmed, de mare Liwaysiyat, que es van aliar als Oulad Dalaim, aleshores manats per Braḥim Ould Khalil; els dos van poder imposar la seva autoritat per un temps curt, però van acabar morint en sendes emboscades.

### Ahmed Ould M'Hammed
Les lluites van durar deu anys durant les quals es van establir algunes confraries com les del xeic Mohammed Fadhil Ould Abaidi, la de Xeic Sidi Mohammed al-Kunti, Xeic Maa al-Aynayn i el xeic dels Tijaniyya. Finalment el 1871 o 1872 Aḥmed Ould M'Ḥammed va ser proclamat emir. En aquesta guerra de successió l'esposa de M'Ḥammed, Khadija Bi, que era germana de l'emir Bakar Ould Sueïd Aḥmed de Tagant, va contribuir a mobilitzar les aliances faccionals en profit del seu fill Aḥmed; la guerra va suposar la mort de la majoria dels fills de Sid Ahmed però, amb el suport de l'emir de Tagant, finalment Ahmed Ould M'Hammed fou proclamat emir després d'un matrimoni leviràtic amb un dels germans del seu pare, Ali Shandura, que va contribuir a la localització del títol a la seva tenda. Aḥmed Ould M'Ḥammed va tenir també el suport decisiu de la fracció dels Awlad Qaylan que havia combatut i assassinat al seu pare, dirigida pe Braḥim Ould Mageyya, que fou en endavant el seu fidel conseller. Altres notables al seu costat foren Sidi Aḥmed Burish Ould Tegeddi, l'altre líder de les fraccions Qaylan, instal·lades prop de Chinguiti i Wadan; i Sidi Ḥurma Ould Khatayra, qui, encara que originàriament un tors del Dhahr, estava instal·lat amb els Namuqsa de Baten, els seus parents per línia materna. Sid Aḥmed Burish fou assassinat el 1883 per instigació dels Awlad Qaylan, però amb els Ahl Mantalla com executors (en revenja foren exterminats per l'emir i els sobrevivents van fugir a Tagant - eren parents de l'emir Bakar per via materna- i no van poder tornar fins a passar uns quants anys).
Els Oulad Jaafrya (Ja'vriyya) van voler assassinar l'emir que els privava dels seus futurs ingressos; l'ànima del complot era al-Mokhtar Ould M'Hammed Ould Othman i tenia entre els principals conspiradors al gran guerrer Lahzam ould Maayouf. Aprofitant la visita a un campament de l'emir acompanyat només per un guerrer, li van parar una emboscada pel camí de tornada al hella; l'emir però fou avisat per un tal Ely Ould Babakar Ould Kleib, pel que llavors va tornar enrere; els conjurats en veure que no arribava van anar a veure què passava i per les restes van veure el retorn de l'emir i el van perseguir però no el van poder atrapar i va poder arribar al seu campament (hella) instal·lat a Bou Aleïba al Tiris mitjà. L'emir tenia sempre preparades 100 cavalls i al front de 40 guerrers va perseguir als conjurats (que també eren 40 i ja estaven marxant a l'exili). L'emir va passar per Atar, on va agrair al xeic dels Smasid, Aḥmed Ould Sidi Baba. Finalment va atrapar als fugitius a Aioun Lebgar. Els conspiradors van ser derrotats i van fugir en totes direccions deixant al pretendent Mokhtar sobre el terreny així com a 12 guerrers dels Oulad El Bamaoui, mentre que els atacants només van tenir un mort.
Conflictes similars es van repetir fins a 1876 quan les faccions hàssan ja'vriyya foren desallotjades del Trarza després d'uns combats que van veure la tornada a l'Adrar del seu cosí i successor Aḥmed Ould Sid Aḥmed. Només Laḥzam Ould Mayuf no es va sotmetre i es va refugiar amb els Awlad Dalaim del nord. Després l'emir va tenir una entrevista amb l'emir de Trarza (que havia donar suport als dissidents) Ali Diombot Ould Mohammed en que les relacions es van arranjar. Més tard Aḥmed Ould M'Ḥammed de 1888 va obtenir una sèrie de victòries ghazw a Trarza.
Les qualitat guerreres de la gent d'Adrar es va manifestar contra els Awlad Dalaim que dominaven encara el Sahel entre l'Adrar, el Saguia el-Hamra i l'oceà. Els Awlad Dalaim van lluitar constantment contra Adrar. Brahim Ould Khalil, xeic dels Oulad Dalaim, fou mort per gent d'Adrar el 1882; l'any 1883 es va signar una treva que va suposar el retorn a l'emir d'alguns coses obtingudes per saqueig. Els Oulad Dalaim estaven amenaçats al nord pels Regaybat (Regüeïbat) i els Oulad Busba. La influència de l'emir es va estendre cap a l'Oued Noun on Dahman Ould Beirouk exercia una autoritat incontestada. El 1880 el sultà del Marroc va enviar a l'emir (aleshores acampar a Terouaka) una delegació que li va portar regals i una carta d'investidura i de felicitació; els espanyols van enviar una missió el 1886 quan l'emir era a la Kédia d'Idjil, que va tenir una breu entrevista amb l'emir i es van planejar relacions comercials amb les factories espanyoles.
Els Idayshilli, que des de la creació de l'emirat eren una tribu zenaga però eren potents demogràficament i militarment estaven dirigits per Shaykh Ould Nwaysri, i van voler aprofitar la crisi successòria (vers 1860-1870) per restaurar la seva autonomia i esdevenir un poder polític separat (tot i que no tenien gaire unitat); una sèrie de morts manipulades per l'emir i pels qaylan (especialment Braḥim Ould Mageyya) junt amb complexos equilibris polítics dins els mateixos Idayshilli van culminar amb l'assassinat de Shaykh Ould Nwaysri a la pròpia tenda de l'emir i amb la complicitat d'aquest.
El 1888 les pluges foren molt abundants al Sahel i els Oulad Yahia Ben Othman i un gran nombre de marabuts i tributaris van anar a Zemmour i van arribar tot seguit a l'Imrikli on la collita d'ordi i blat permetia a les tribus constituir reserves per uns quants anys. Mentre l'emir estava en regions llunyanes, un notable de nom Cheikh Ould el Aroussi va matar d'un tret a un Trindarin (de la tribu Awlad Trindarin) que protestava contra certs abusos. Amb l'excusa que l'incident s'havia produït prop del campament de l'emir, els Oulad Ghailan, van voler saquejar els campaments del Oulad Delim (dels Aroussi) establerts a la rodalia però l'emir s'hi va oposar i va obligar els Delim a pagar una indemnització i va agafar a un parent de l'assassí al que va lliurar als parents de la víctima que li van aplicar el talió. Coneixent l'odi dels Ahel Bellao (dels Regueibat) contra els Oulad Delim en general i els Loudeïkat en particular, els va orientar contra aquests darrers en una guerra tribal que va acabar el 1890 amb la derrota dels Oulad Delim al combat d'al-Araida. Els Oulad Delim van perdre els seus tributs procedents dels Oulad Tidrarine i els Oulad Abdel Ouahed.

### Ahmed Ould Sid Ahmed
Ahmed Ould M'Hammed va morir assassinat el 1891 a la seva tenda junt amb Braḥim Ould Mageyya i la major part dels altres caps dels hàssan ja'vriyya que li donaven suport. No se sap ben bé la causa. Se suposa que els Idayshilli, el xeic dels quals Shaykh Ould Nwaysri havia estat assassinat només un any o dos abans a la tenda de l'emir amb la complicitat d'aquest, van venjar la mort del seu cap amb l'acord de l'emir Bakkar Ould Soueïd Aḥmed del Tagant, que era el seu oncle per part de mare. El difunt fou conegut com "l'emir de la pau". El va succeir el seu cosí Aḥmed ould Sid Aḥmed al qual l'emir assassinat havia expulsat de l'Adrar en càstig per voler saquejar a gent que no es podien defensar, però que el 1891 ja havia tornat, i que en contraposició al seu cosí fou conegut com a "emir de la guerra".
Després de 1891 va entrar en guerra contra l'emir de Tagant, Bakar Ould Soueïd Ahmed. L'emir d'Adrar i el de Tagant havien tingut en els anys precedents relacions cordials i familiars, però es van transformar en lluita oberta quan Ahmed ould Sidi Ahmed va descobrir que l'instigador de l'assassinat del seu predecessor i cosí Ahmed Ould M'Hammed havia estat Bakar (1891). L'emir d'Adrar va tenir el suport dels Oulad Jaffria i dels Kunta. Després d'un atac per sorpresa contra el campament de l'emir Bakar, que va resultar ferit, i de la incursió a Tidjidka en les barbes dels Idou Aïch (el clan de l'emir de Tagant), l'emir de l'Adrar, tot i el suport dels Kunta, fou derrotat el 1893, però va aconseguir impedir als Idou Aïch d'entrar al seu emirat. Els vells antagonismes entre Hassànides i Sanhadja havien agrupat les tribus en dos parts hostils l'una amb l'altra; darrere l'emir de l'Adrar hi havia els Oulad Nacer i els Kunta, mentre que l'emir de Tagant tenia el suport dels grups Lamtuna: Tadjakant, Idou el Hadj i Ahel Sidi Mahmoud. La batalla decisiva va tenir lloc a Ksar al-Barka (1894). Els Idou Aïch van derrotar totalment als seus adversaris i el xeic dels Kunta va morir (provocant la necessitat de venjança d'aquesta tribu contra els causants de la mort); els derrotats es van retirar cap a les seves terres originàries.
Llavors Bakar va donar suport als Oulad Gheilan que s'havien revoltat contra l'emir d'Adrar Aḥmed ould Sid Aḥmed, una lluita que va durar de 1895 a 1897 i en la que contingents dels Idou Aïch i dels Ahel Sidi Mahmoud van assolar l'Adrar. En l'expedició de l'Adrar (la segona de Bakar) l'emir Bakar fou derrotat pels Oulad Yahya Ben Othman a Mrayer Hamdoun (Roderes d'Hamdun) i una de les esposes - esclaves de Bakar, Tleilé, va ser feta presonera quan estava encinta. L'emir d'Adrar (que era nebot de Bakar) la va identificar i va saber de qui era el fill que portava i els va donar un non tractament i després del naixement els va enviar a Bakar amb alguns regals i per això Bakar es va reconciliar amb Ahmed Ould Sidi Ahmed que va voler abdicar poc després per poder dedicar-se a la poesia però va morir abans (1899).

### Nou conflicte successori
Un nou conflicte successori es va obrir. En el conflicte successori del 1861 al 1871 havien mort tots els fills de Ahmed Ould M'Hammed excepte el més jove, Mokhtar Ould Sid Ahmed, que fou proclamat, mentre que un cap religiós, el Xeic Mohammed (Shaykh al-Hasana), intentava crear-se una esfera d'influència pròpia, es va casar amb una germana de Bakar emir de Tagant i va influir decisivament en els Awlad Qaylan que votaven en l'elecció de l'emir. La revolta dels Oulad Gheilan es va acabar i l'Adrar va quedar pacificat i sota un notable influència de Bakar. Els Oulad Jaffria es desdibuixaven davant dels Oulad Dammoni i els Oulad Gheilan que havien de fer front als Regueibat, els gran nòmades del nord dels quals la potència estava esdevenint preocupant i els Kunta, molt castigats, no podien reprendre la guerra.
Però Mokhtar, ja vell, no va aconseguir imposar-se i el seu fill Ahmed Ould Mukhtar, més enèrgic, va acabar per suplantar-lo. Els Regueibat van aprofitar l'afebliment de les estructures del poder emiral causades per la intervenció francesa el 1903 a Trarza, el 1904 a Brakna i el 1905 a Tagant, per baixar al sud. El contraban espanyol, britànic i alemany a la costa del Sàhara occidental (dit Río de Oro pels espanyols) els havia facilitat fusells de tir ràpid el que els feia molts superiors a les forces dels emirs. Primer van fer una guerra als Awlad Qaylan, la tribu hàssan més nombrosa de l'Adrar, que va durar del 1901 al 1904. Els Awlad Dammoni, la tribu hàssan dominant de l'emirat, fou delmada en la lluita contra els Awlad Busba. Durant aquests combats el campament de l'emir fou saquejat i l'emir Ahmed Ould Mukhtar va resultar mort (1904). Poc després els Awlad Qaylan van tornar d'una expedició militar al nord contra els Regueibat on amb l'arbitratge fet a Smara pel xeic Maa al-Aynayn s'havia arranjat la pau entre els dos grups. Els Awlad Qaylan portaven amb ells al jove (15 anys) Sidi Ahmed Ould Ahmed Ould Sid Ahmed, que estava exiliat allí amb la seva mare des de la mort del seu pare l'emir Ahmed Ould Sid Ahmed el 1899. Maa al-Aynayn l'enviava, ja que volia posar a un dels seus deixebles (ethamid) al front de l'emirat; els Awlad Qaylan (Oulad Ghailan) pensaven també manipular fàcilment a aquest jove i aïllat. Mukhtar pretenia recuperar l'emirat però els Ahel Mokhtar foren exclosos el 1905 (Mukhtar i els seus fills es van exiliar al Tagant on ja hi havien arribat els francesos i es van sotmetre a Xavier Coppolani) i Sidi Ahmed Ould Ahmed Ould Sid Ahmed fou proclamat emir vers el desembre de 1904 amb suport dels Awlad Ghalan i els seus parents els Oulad Amoni.

### Sidi Ahmed Ould Ahmed Ould Sid Ahmed
A l'inici del segle XX la presència colonial francesa encara era mínima a l'Adrar. Hi havia hagut una missió de l'intèrpret Bou el Mogdad el 1892 i 1898, i la de Blanchet el 1899 que va tenir algunes dificultats a Atar. Espanya reivindicava l'emirat des de 1884 però no tenia cap força per aquesta reclamació. França i Alemanya es disputaven el Marroc. Serà una família religiosa, els Ahel Xeic Maa al-Aynayn, que formarà l'ànima de la resistència i fins i tot un dels seus, El-Hiba, es va proclamar després sultà del Marroc en oposició a França. Marroc tenia una certa influència a l'Adrar i hi va enviar ambaixades (sorba) el 1906 i 1907. Quatre anys van tardar els francesos a arribar a l'emirat que de fet no fou totalment sotmès fins al 1934. El cas de l'emirat de l'Adrar fou especial perquè tenia una frontera internacional (amb la colònia espanyola de Río de Oro). L'emir de Tagant, Bakar Ould Soueïd Ahmed va morir el 1905 en guerra (també Ahmeddou II Ould Sidi Eli II de Brakna i Ahmed Salum II Ould Ali i Sidi Ould Mohammed Fal de Trarza, resistien als francesos) i l'emir d'Adrar Sid Ahmed Ould Ahmed, no serà menys i al final morirà en combat.
Fins aleshores a l'emirat s'havien alternat emirs forts seguits d'èpoques de lluites successòries més o menys importants, mancant unes regles de successió clares i una elecció disputada per faccions rivals entre les tribus dominants, faccions formades segons interessos polítics i les relacions de parentiu i aliança. Fins i tot després de ser elegit l'emir havia d'enfrontar el faccionalisme i mantenir a la seva clientela política evitant les reclamacions d'altres faccions que podrien entrar em dissidència i qüestionar la seva autoritat. Els Awlad Qaylan no podien reclamar el càrrec però tenien dret de vot en l'elecció i per la seva importància en nombre i el seu pes militar, influïen de manera important.
Entre 1904 i 1905 van arribar molts resistents del sud a l'Adrar. Sidi Ahmed Ould Ahmed Ould Sid Ahmed va seguir les directrius de Maa al-Aynayn i va optar per la resistència als francesos. Va rebre una ambaixada marroquina el 1906, en va enviar una el 1907 (demanant ajut) i en va rebre una segona el 1907. El jove emir serà a totes les operacions militares destacant el setge de Tijfgja (Tidjika) per una tropa de 3000 homes dirigits per un enviat del sultà Mulay Idris el 1907 i el setge d'Agjewjet que els francesos van haver d'evacuar derrotats el 1908. Altres combats en els que va participar foren l'Amessaga, Amatil, Hamdoun, Kseir Torchane i Ouadane (Wadan), sense ser aquesta una llista exhaustiva. La situació de les tropes colonials era precària.
Les dificultats militars van permetre al coronel Henri Gouraud, responsable del territori, d'obtenir el consentiment del govern francès per muntar una expedició a l'Adrar amb més de mil homes i artilleria. La columna va trobar poca oposició i va entrar a Atar el gener del 1909, on foren saludats per la jemaa de la tribu local, els Smasid que fins aleshores pagaven un tribut anual a l'emir. Les tribus Idawaeli i Laqlal del Chinguiti ja havien anunciat el 1907 que no combatrien als francesos i els comerciants de Tekna estaven en contacte amb Gouraud. En algunes tribus les divergències es manifestaven entre els llinatges i fins i tot entre les famílies i per exemple el cap de la fracció Awlad Silla dels Awlad Qaylan, Mohammed Ould Bubut, va marxar amb els seus camells en desacord amb la tribu, i va estar al costat de l'emir fins a finals del 1909, però el seu fill Mahmud es va passar amb els seus ramats de cabres als francesos el març de 1909. França, obligada militarment a recolzar-se amb les posicions militars fixes de l'Adrar, l'administració colonial va arruïnar la cria de camells al país modificant l'equilibri econòmic (i polític).
Però van arribar reforços als defensors del país i van poder fer front als francesos durant quasi tot l'any 1909. Chingueti fou saquejada pels resistents a començaments del 1909, i les cases dels comerciants considerats agents d'informació de l'enemic, foren cremades. Chinguiti i Ouadane foren ocupades el juliol i l'agost respectivament pels francesos. Els darrers resistents foren dispersats després de la batalla de Turih, al nord de l'Adrar. L'emir i centenars de guerres es van refugiar al Hodh (Hawd), al Tagant i a les fronteres de l'Adrar. Una competició es va iniciar a primers de 1909 entre tres famílies, els Naqmusa, els Ahel Dik i els Ahel Mhaymed per obtenir investidures dels francesos i alterar les posicions assolides. Sidi Hurma al Hyteyra va tenir l'habilitat d'iniciar les converses en nom dels Awlad Qaylan i de trencar amb l'emir Sidi Ahmed Ould Ahmed que intentava impedir aquestes submissions als francesos; el febrer de 1909 Sidi Hurma va anunciar la submissió als francesos i va obtenir la confirmació del seu control d'una fracció dels Awlad Qaylan i sobre una part dels tors que quedaven segregats dels Ahel Dik que van tardar més a sotmetre's.
L'Adrar fou inclòs en el territori del Protectorat de Mauritània. El projecte d'organització administrativa de Gouraud (octubre de 1909), reprès i desenvolupat en les instruccions del seu successor Patey (gener de 1910), establia un sistema de protectorat i limitava l'establiment de posicions militars permanents havent de recolzar-se en les estructures en vigor incloent la funció emiral; els guerrers maures serien emprats per combatre la dissidència. Encara que l'esclavatge fou abolit es va impedir als esclaus abandonar els seus amos per no arruïnar a les tribus que basaven la seva economia en el treball d'aquests a més de la seva pròpia dedicació a la ramaderia. Fins i tot si les esclaves es casaven amb senegalesos en servei a l'Adrar no podien abandonar els seus amos.
L'un dels primers desitjos de Gouraud era perpetuar la funció emiral tot i el refús de l'emir a sotmetre's a França. França disposava d'un pretendent que va acompanyar a les tropes franceses, Sidi Ahmed Ould Mokhtar, fill del vell emir exiliat a finals del 1904. Després de consultar els caps hàssan sotmesos, es va decidir proclamar a aquest príncep com emir. El seu poder serà limitat sobretot pel prestigi del jove emir Sidi Ahmed Ould Ahmed. No fou capaç d'atreure els guerrers en lluita que resistien al nord i va perdre la confiança de França.
Sidi Ahmed Ould Ahmed fou ferit en un combat prop de Tisit o Tichitt el febrer del 1912 i fet presoner pels francesos. El van portar a Saint Louis del Senegal i l'administració francesa va decidir aviat de restaurar-lo com emir amb el suport de tots els caps hàssan. Després d'unes setmanes recuperant-se a Saint Louis va acompanyar a la columna francesa que va saquejar Smara, fortalesa de Maa al-Aynayn expedició durant la qual va fer certes promeses polítiques als colonitzadors, i el 1913 fou investit com emir sobre la base d'una convenció entre França i l'emir el 24 d'octubre de 1913. Segons això l'emir passava a ser un funcionari amb sou (8000 francs anuals i deu tones de dàtils); tindria dret a exercir funcions policials i a administrar justícia per mediació dels cadis; tindria també una força policial personal (el goum emiral).
L'emir va utilitzar el seu lloc i la seva influència en l'administració colonial per debilitar o reforçar a les tribus i fraccions segons la seva conveniència. El 1916 va aconseguir fer arrestar al seu vell enemic Sidi Ould Sidati, cap dels kunta de Wadan i va aprofitar per segregar dels kunta diversos llinatges Twabir. Va casar a la seva germana amb el intèrpret del comandant de l'Adrar i va fer servir aquesta aliança per fer seguir a l'administració en la seva política.
Les relacions foren bones entre 1914 i 1918 però el comerç tenia dificultats. El conflicte amb els Awlad Qaylan se li va girar en contra i les queixes es van multiplicar; el trasllat de l'intèrpret del comandant va comprometre la seva política (maig del 1917). Els caps Awlad Qaylan i Ideyselli van multiplicar les peticions per obtenir la deposició de l'emir i finalment fou cridat a Saint Louis del Senegal temporalment (en teoria per respondre de les acusacions, però hi va restar dos anys). En absència fou substituir per un consell o jemaa superior amb representants de les principals tribus (juny de 1918 a agost de 1920) sense discutir el càrrec d'emir. Sidi Ahmed Ould Mogeya, un dels fidels de l'emir, va anunciar que els seus partidaris restarien lleials a França perquè aquest país era el més fort de moment, però deixarien de ser lleials quan deixés de ser el més fort. La Jemaa fou treballada des de dins mateix pels partidaris de l'emir i l'agost de 1920 es va pronunciar pel seu retorn.
Però entretemps la situació administrativa i política havia canviat. El decret d'1 de desembre de 1920 va posar fi al règim de protectorat i el va transformar en colònia de Mauritània amb efecte 1 de gener de 1920, alineada amb la resta de colònies de l'Àfrica Occidental Francesa, amb l'administració exercint tots els poders judicials, financers i militars; la funció emiral fou assimilada a la dels caps indígenes. Les funcions d'emir van tendir a ser purament cerimonials i buides de tot poder es va posar en marxa un sistema d'organització territorial o drets jeràrquics que es confondrien finalment amb la pròpia funció emiral dins d'un quadre territorial administratiu.
La pressió militar dels resistents del nord era forta; entre 1923 i 1925 una sèrie d'atacs dirigits pels fills del xeic Maa al-Aynayn i els caps Regueibat van tocar directament a les tropes colonials; tot i que els resistents foren derrotats per guerrers hàssan al servei de França en la batalla d'Agasremt (juliol de 1925), els atacs van seguir fins al 1928; en aquestos anys uns 4000 camells foren agafats als ramaders de l'Adrar.
El 1926 fou nomenat «chef des guerriers» de l'Adrar, el que significava que la seva influència es circumscrivia a les tribus guerreres hàssan i es feia a l'emir el representant d'aquestes tribus tot i que aquesta funció no deixava de ser important, ja que l'Adrar estava sotmès als atacs dels resistents del nord i el cercle d'Adrar va restar sota administració militar fins a 1950. Sidi Ahmed va intentar mantenir el màxim de poder recolzant-se en aquestes prerrogatives.
El 1927 van començar de manera efectiva les limitacions de les funcions de l'emir i molts dels seus obligats (tributaris o vassalls) defugien la seva autoritat generalment sota instigació de les autoritats colonials. Però al mateix temps la mala política econòmica del poder colonial havia empobrit la gent i les requises de bestiar per les forces militars havia portat la gana extrema amb milers de mort. El descontentament era molt gran. Millors collites el 1928 van atenuar el problema però la sequera de 1927 havia deixat l'Adrar del nord sense pastures i els Regueibat van haver de baixar al sud i negociar la seva submissió però al no poder controlar-los militarment es va estendre la inseguretat i la gent va haver de negociar la protecció dels Regueibat directament amb aquests.
El 1929 i 1930 la situació de manca de pastures, de desabastiment i de fam es va reproduir. El 1931 la situació era especialment greu perquè els preus havien baixat sense que la gent pogués comprar per manca de liquiditat, i els baixos preus no permetien tampoc als que venien el bestiar disposar d'efectiu; els regueibat del nord podien vendre els seus ramats a baix preu, cosa que s'afavoria per atreure aquests nòmades sempre rebels sense adonar-se del mal que s'estava fent a l'economia de l'Adrar. Quan els campaments dels dissidents van retornar al nord el 1931 al millorar les pastures, els atacs van recomençar. El setembre de 1931, la Guàrdia Nòmada de l'Adrar va patir serioses pèrdues a Tujunin i el 1932 una expedició dels Regueibat va saquejar l'Adrar, no va trobar gairebé cap oposició; la Guàrdia Nòmada fou aniquilada a Muntunsi al nord de Nouakchott. Les poblacions de l'Adrar estaven molt malcontentes i desmoralitzades.
El 1931 un nou enfrontament de l'emir amb el comandant Bouteil, cap del cercle de l'Adrar, va fer que aquest demanés el seu arrest i una nova deportació a Saint Louis si bé finalment la sanció no fou acceptada pel governador. A finals de 1931, l'emir, que estava a la seva hella, havia ja decidit revoltar-se; va entrar en contacte amb els Regueibat que nomaditzaven al nord d'Amaqteyr i va provar de convèncer els Awlad Lab, una tribu hàssan instal·lada generalment al nord d'Agjewjet i que aportava molts dels membres de la policia de l'emir; també va contactar discretament amb els caps hàssan de l'Adrar però només un li va donar suport (Sidi Ahmed Ould Mogeya cap dels Awlad Selmun, un dels seus fidels) i els altres van conservar la neutralitat però li van donar certes esperances com Ahmadu Ould Hteyra, fill de Sidi Hurma.
El febrer de 1932, Sidi Ahmed va fugir cap al nord a través de l' Amaqteyr i va saquejar alguns campaments que va trobar pel camí. Un petit destacament dirigit pel tinent Mussat fou enviat a capturar-lo i portar-lo a Atar. Es van trobar i l'emir va fingir acceptar però en realitat va convèncer els soldats natius maures de passar-se al seu bàndol o almenys de ser neutrals. El 14 de març, fent veure que retornaven, els soldats natius van matar a Mussat i la resta de l'escorta. Poc després un altre destacament manat pel sergent Negroni, fou sorprès i destruït amb els seus tiradors i guàrdies.
Les francesos van voler una expedició, i molts natius maures van desertar; però finalment es va formar una columna sota comandament del capità Lecoq, que a marxes forçades va arribar al campament de l'emir el 19 de març; va atacar el campament i en la lluita l'emir va resultar mort. El campament dels Regueibat estava molt proper i Lecoq fou atacat diverses vegades però va poder retornar. La notícia de la mort de l'emir va deixar commocionat l'Adrar i va impedir una revolta que haguera pogut ser general. Les tropes colonials reorganitzades van reprendre l'ofensiva contra els resistents. Una derrota greu d'un gazzi regueibí o del Hawdh a Tigilgit l'abril de 1932 va alleujar la pressió militar sobre els francesos; per calmar el descontentament les autoritats colonials van decidir donar llibertat als guerrers de l'Adrar per atacar i saquejar els campaments dels Regueibat dins el territori de Río de Oro (el Sàhara dels espanyols). Durant la segona meitat del 1932 els guerrers de l'Adrar dirigits per caps prestigiosos com Ahmed Ould Kerkub, Mohammed Ould Gnahallah, etc. van agafar més de cinc mil camells i van derrotar els principals caps del gazw Regueibat. Aquestos van iniciar un moviment de submissió (sorba de març de 1933 a Atar) que s'acabarà amb l'ocupació militars dels «Confins» par les tropes vingudes d'Algèria, Marroc i la pròpia Mauritània (1934).
El poder emiral serà transmès totalment buit al seu cosí Ahmed II Ould Mokhtar format a l'escola francesa, el que suposava la supressió efectiva del "gran comandament".

## Llista d'emirs
- Hamu Ould Giraf inicis segle XVIII
- Abderrahmane Ould Hamu ?-1745
- Ethman Ould Lefdil 1745-1785
- Igraea Ould Lefdil 1785-18?
- Sid Ahmed Ould Uthman 18?-1828
- Ahmed Ould Sid Ahmed Ould Aida 1828-1861
- M'Hammed Ould Sid Ahmed 1861
- Mohammed Ould Sid Ahmed 1861-186?
- Uthman Ould Sid Ahmed 186?-186?
- Ahmed Ould M'Hammed 1871-1891
- Ahmed Ould Sid Ahmed 1891-1899
- Mokhtar Ould Sid Ahmed 1899-?
- Ahmed I Ould Mokhtar ?-1904
- Mokhtar 1904-1905 (segona vegada)
- Sid Ahmed Ould Ahmed Ould Sid Ahmed 1904-1912, 1913-1918, 1920-1932
- Sidi Ahmed Ould Mokhtar 1910-1913
- Consell emiral, Juny 1918 - agost 1920
- Domini directe francès 1932-1933
- Ahmed II Ould Mukhtar 1933